# Семантическое свойство
Семантическое свойство слова — любая отличительная характеристика значения слова, которая служит для различения его значения от значений других слов; например, «вдова» отличается от «вдовца» семантическим свойством принадлежности к женскому полу; термин «иррациональный» отличается от термина «нерациональный» семантическим свойством принадлежности к бессознательному.
От количества семантических свойств прямо пропорционально зависит количество его значений.
Например: дерево, в значении растения и дерево — в значении — материала. В данном случае демонстрируется 2 семантических свойства одного слова.